# Anhänger Drucklufterzeuger

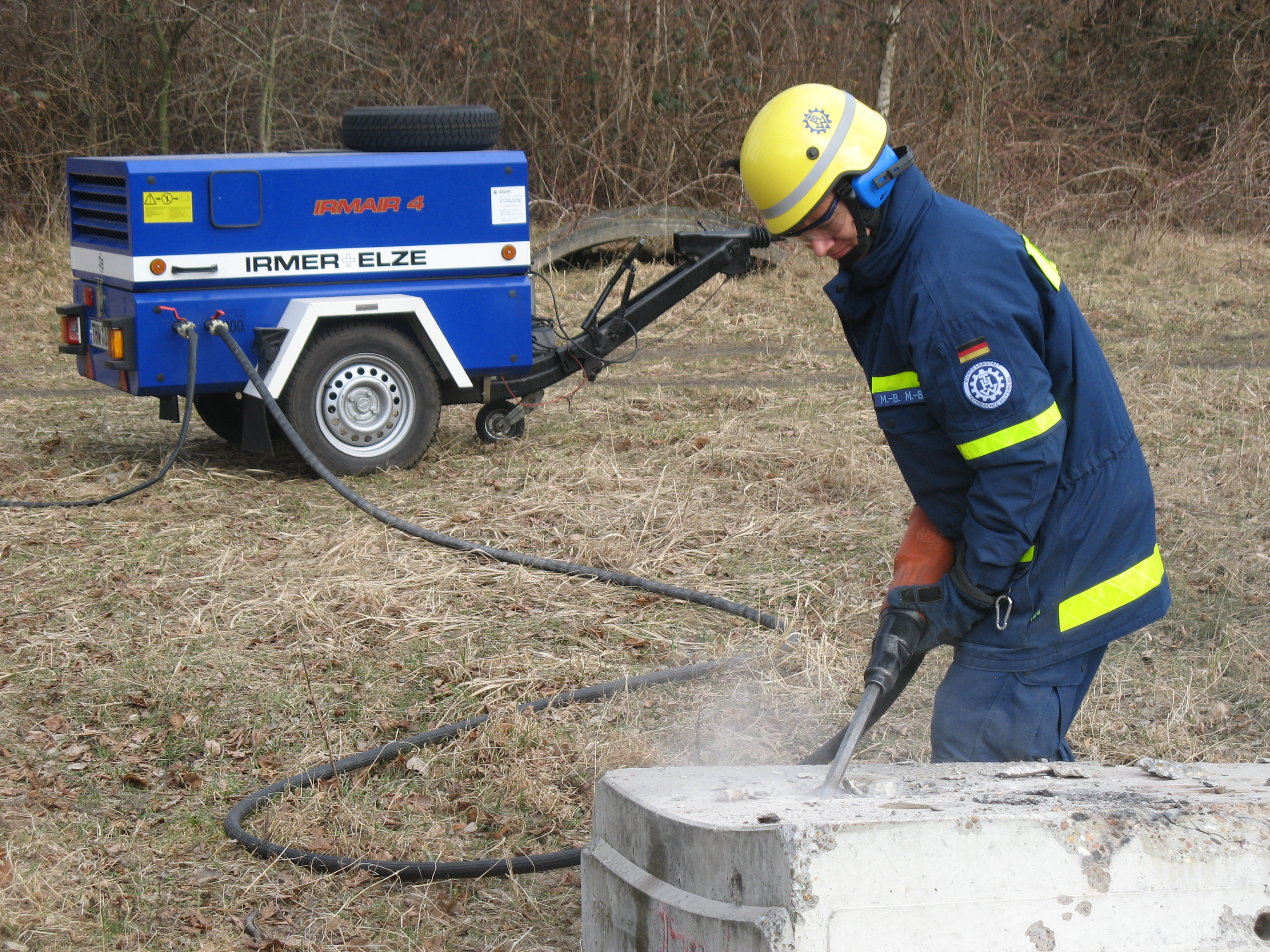
THW Helfer mit Anhänger Drucklufterzeuger und dazugehörigem Bohrhammer

Der Anhänger Drucklufterzeuger, auch Anhänger Drucklufterzeugung (Anh. DLE) genannt, ist ein Fahrzeug des Technischen Hilfswerks (THW). Er dient zur Erzeugung von Druckluft zum Betrieb von pneumatisch angetriebenen Bohr- und Aufbrechwerkzeugen.

## Technik
Es handelt sich um handelsübliche Baukompressoren der Hersteller Irmer + Elze (ältere Modelle ohne Stromerzeuger) und Kaeser (mit Stromerzeuger). Der Anhänger Drucklufterzeugung erzeugt bis zu vier Kubikmeter Druckluft pro Minute bei einem Druck von acht Bar. Der Anhänger ist als Einachs-Anhänger gebaut, das Aggregat ist schallgedämmt und hat zwei Druckluftabgänge.

## Einsatzzweck
Die durch den Drucklufterzeuger angetriebenen Werkzeuge ermöglichen das Durchdringen von Trümmern und Wänden, helfen bei der Vorbereitung für Sprengungen und können für infrastrukturelle Einsatzaufgaben anderer Fachgruppen eingesetzt werden.
Nach Stärke- und Ausstattungsnachweisung des THW ist der Anh. DLE in den Fachgruppen Räumen vorgesehen.